# Reyhaneh Sariri
Reyhaneh Sariri, née le 17 janvier 1953 en Iran, est une scientifique et inventeur iranienne. Elle est récipiendaire du prix de la Société royale de chimie britannique de 2008.

## Biographie
De formation scientifique, Sariri enseigne la chimie à l'université de Guilan. Elle reçoit en 2008 le prix de la Société royale de chimie britannique pour sa publication intitulée Étude sur l'effet antioxydant des fruits et des légumes typiques de Guilan.
Elle a publié sept livres et rédigé 148 publications scientifiques.